# Slatina (gmina Kungota)
Slatina – wieś w Słowenii, w gminie Kungota. 1 stycznia 2018 liczyła 73 mieszkańców.